# مدل داده

مدل داده (به انگلیسی: Data model) نوعی مدل انتزاعی است که عناصر داده را سازمان می‌دهد و نحوه ارتباط با دیگر داده‌ها را استانداردسازی می‌کند، همچنین نحوه ارتباط آن داده با ویژگی‌های موجودیت‌های جهان واقعی را نیز استانداردسازی می‌کند.
- برای مثال، یک مدل داده تعیین می‌کند که عناصر داده نمایش دهنده یک خودرو شامل تعدادی عنصر داده دیگری است که سایز و رنگ خودرو را نمایش می‌دهند و مالک آن خودرو را نیز تعریف می‌کند.

مدل داده به دو معنی به کار برده می‌شود. معنی اول به اشیایی گفته می‌شود که توسط یک سیستم کامپیوتری، با توجه به خصوصیات و رابطه‌های آن نمایش داده می‌شود که این اشیاء در دنیای واقعی وجود دارند مثل مشتری، سفارش یا موجودی. تعریف دوم مدل داده که در مقاله مدل‌های انتزاعی پایگاه داده‌ها توضیح داده شده مربوط به مفاهیم و قوانینی هستند که در مدل سازی پایگاه‌های داده استفاده می‌شوند.